# Thé aux pignons

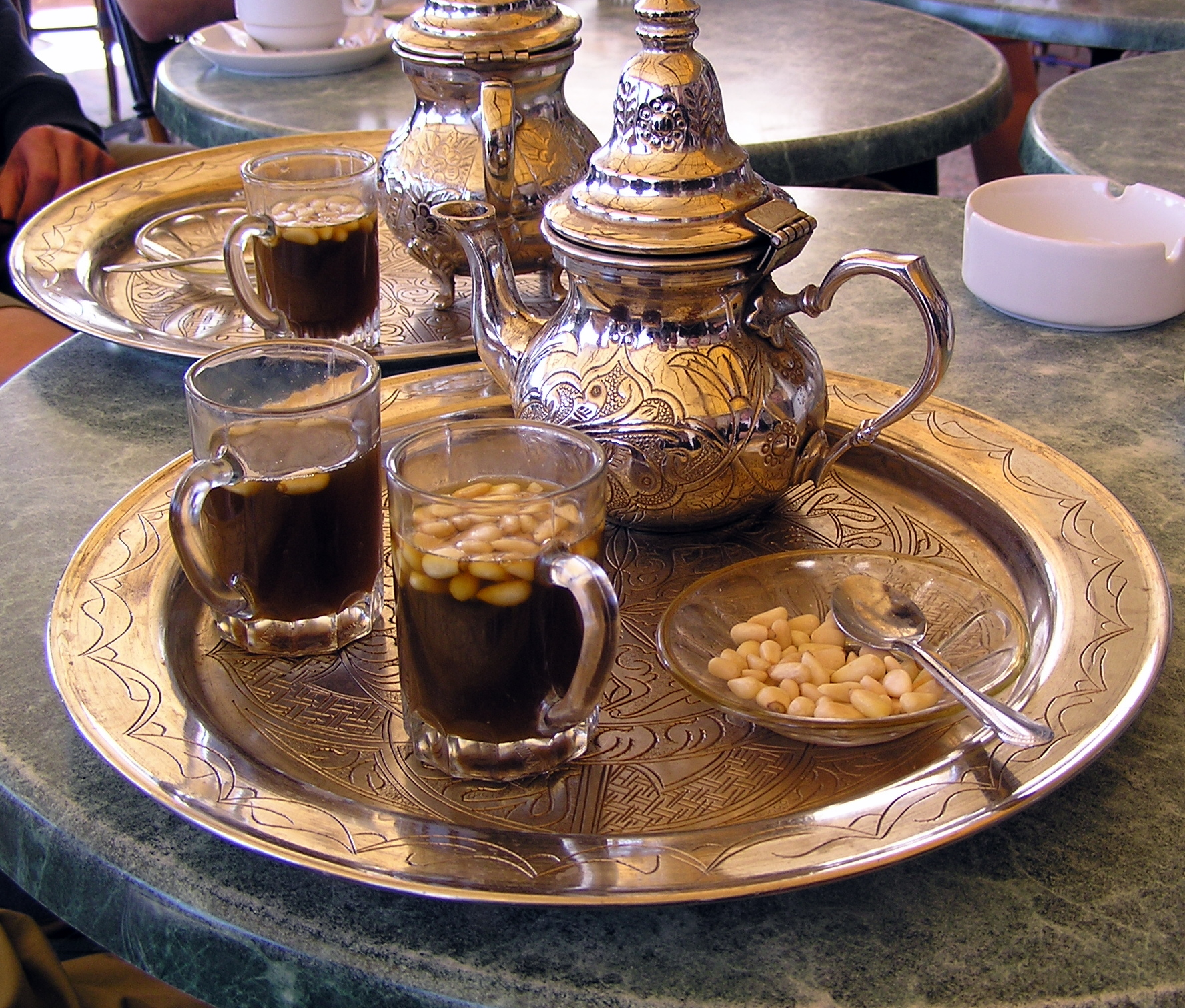
Plateau de thé aux pignons.

Le thé aux pignons est une spécialité de thé à la menthe consommée en Tunisie. Il est accompagné de pignons qui peuvent être remplacés par des amandes ou des cacahuètes grillées.

## Préparation
Le thé aux pignons peut se préparer avec des feuilles de thé vert (thé non fermenté) ou de thé rouge, c'est-à-dire un thé noir très corsé et très sucré.
De l'eau est bouillie dans une théière alors qu'une poignée de feuilles de thé est rincée à l'eau bouillante avant de la mettre à bouillir à feu doux dans la théière à moitié remplie d'eau ; du sucre y est ajouté à volonté. Les pignons sont versés dans la tasse individuelle avant de verser le thé,. Dans du thé vert très sucré, ils flottent ; dans les autres thés, ils coulent. L'intérêt de la recette est plutôt la texture croquante que le goût des pignons en eux-mêmes ; il est également possible que la recette trouve un bienfait thérapeutique aux pignons, riches en vitamine E.

## Occasions
Le thé est utilisé au cours d'événements particuliers comme les mariages ou pendant des rencontres amicales. Dans les cafés de Tunis, on demande généralement aux clients s'ils veulent leur thé à la menthe avec ou sans pignons.